# Bobby Combe
Bobby Combe, właśc. James Robert Combe (ur. 29 stycznia 1924 w Edynburgu, zm. 19 stycznia 1991) – szkocki piłkarz występujący na pozycji pomocnika oraz trener.

## Kariera klubowa
Combe swoją karierę piłkarską rozpoczął w amatorskim klubie Inveresk Athletic. W 1941 roku dołączył do Hibernianu, występującego w Scottish Division A. Ze względu na II wojnę światową rozgrywki ligowe były zawieszone i wznowiono je w sezonie 1946/1947. W barwach Hibernianu Combe grał do 1957 roku. W tym okresie wywalczył z nim trzy mistrzostwa Szkocji (1948, 1951, 1952) oraz trzy wicemistrzostwa Szkocji (1947, 1950, 1953). Z drużyną dotarł również do finału Pucharu Szkocji (1947) oraz finału Pucharu Ligi Szkockiej (1951).
W latach 1959–1960 pełnił funkcję grającego trenera w zespole Dumbarton, występującym w Scottish Division B. Następnie zakończył karierę.

## Kariera reprezentacyjna
W reprezentacji Szkocji Combe zadebiutował 10 kwietnia 1948 w przegranym 0:2 pojedynku British Home Championship z Anglią. 28 kwietnia 1948, podczas wygranego 2:0 towarzyskiego spotkania z Belgią, strzelił swojego jedynego gola w barwach reprezentacji.
W 1954 roku został powołany do kadry na mistrzostwa świata. Nie zagrał jednak na nich w żadnym meczu, a Szkocja zakończyła turniej na fazie grupowej.
W drużynie narodowej rozegrał 3 spotkania, wszystkie w 1948 roku.